# إدواردو أغويري
إدواردو أغويري (بالإسبانية: Eduardo Aguirre)‏ (3 أغسطس 1998 في المكسيك - ) هو لاعب كرة قدم مكسيكي في مركز الهجوم. لعب مع سانتوس لاغونا.

## وصلات خارجية
- إدواردو أغويري على موقع الاتحاد الدولي (مؤرشف)  (الإنجليزية)
- إدواردو أغويري على موقع قاعدة بيانات كرة القدم.إي يو (الإنجليزية)
- إدواردو أغويري على موقع ناشيونال فوتبول تيمز (الإنجليزية)
- إدواردو أغويري على موقع Soccerway.com (الإنجليزية)
- إدواردو أغويري على موقع أوليمبيديا (الإنجليزية)